# 戴尚誠
戴尚誠，JP（1966年12月17日—），香港建筑师、雕塑家，現任房屋局副局長，曾任前民政事務局體育園項目總監及建築署工程策劃總監。

## 簡歷
戴尚誠為香港培正中學1984年級智社同學，負芨英國阿克沃思學校及加拿大琳賽職業技術高中學院，後於加拿大卡爾頓大學修讀建築學士，再到廣州美術學院完成雕塑系文學碩士和取得歐洲工商管理學院進階企業管理課程文憑。他是一名註冊建築師，在建築界工作超過30年。他於1993年加入政府，任職助理建築師，2012年升任總建築師，2021年晉升為政府建築師。他曾在多個決策局及部門服務，包括發展局及前民政事務局。
工餘以外，戴尚誠活躍於藝術界，既曾任香港雕塑學會會長，又曾參與瑞士莫爾日國際雕塑創作營、新加坡國際木雕創作營和美國佛蒙特藝術村駐場計劃。而他得獎的雕塑作品亦在香港、澳門、廣州、台灣和其他海外地方展出，獲政府、機構、美術館、博物館以及海內外人士收藏。他得到的獎項計有香港新進建築師獎、夏利豪基金藝術比賽雕塑獎項、台灣國際木雕競賽入選獎狀、美國自由人基金亞洲藝術家獎助金獎、民政事務局局長嘉許獎等。